# منتخب مالاوي تحت 20 سنة لكرة القدم
منتخب مالاوي تحت 20 سنة لكرة القدم هو ممثل مالاوي الرسمي في المنافسات الدولية في كرة القدم في فئة كرة قدم تحت 20 سنة للرجال
، يديريه اتحاد مالاوي لكرة القدم.